# The Vicious White Kids
The Vicious White Kids furono una punk rock band formata a Londra nel 1978, formata da due membri dei Sex Pistols, ovvero Sid Vicious e Glen Matlock, Rat Scabies dei Damned e Steve New dei The Rich Kids (di cui anche Matlock farà parte dal 1978).

## Storia del gruppo
Sid Vicious nel periodo di militanza nei Sex Pistols, doveva frequentemente spostarsi a New York dove risiedeva la sua fidanzata Nancy Spungen, egli aveva perciò bisogno di soldi. Dopo aver incontrato l'ex bassista dei Sex Pistols Glen Matlock, decisero assieme di formare un nuovo gruppo parallelo ai Sex Pistols. Glen convinse il suo collega Steve New dei The Rich Kids (gruppo fondato da Matlock subito dopo i Sex Pistols) a diventare il chitarrista della nuova band, e Rat Scabies dei The Damned alla batteria. Il nome venne preso dalla fusione dei nomi "Sid Vicious", "The Rich Kids" (il gruppo di Matlock e New) e The White Cats, un gruppo di Rat Scabies parallelo ai Damned.
Nancy Spungen, fidanzata di Vicious, partecipò alle prove come corista, ma date le sue scarsissime prestazioni, la band fece in modo di non farla partecipare al loro primo (ed ultimo) concerto. La band ebbe breve vita e si esibì un'unica volta il 15 agosto 1978 al Electric Ballroom di Londra. Si sciolsero pochi mesi dopo.
Successivamente vennero pubblicati alcuni album dopo la morte di Sid Vicious, che comprendevano perlopiù brani e cover suonati dai Sex Pistols nell'ultimo periodo.

## Formazione
- Sid Vicious - voce (Sex Pistols)
- Glen Matlock - basso (Sex Pistols)
- Steve New - chitarra (The Rich Kids)
- Rat Scabies - batteria (The Damned)

### Altri membri
- Nancy Spungen - cori

## Discografia

### Album in studio
- 1989 - Vicious White Kids

### Album dal vivo
- 1991 - The Vicious White Kids featuring Sid Vicious
- 2001 - Vicious White Kids Live